# Holton le Clay
Holton le Clay – wieś w Anglii, w hrabstwie Lincolnshire, w dystrykcie East Lindsey. Leży 44 km na północny wschód od Lincoln i 222 km na północ od Londynu.